# Жолтие води
Жолтие води или Жоути Води (на украински: Жовті Води) е град в Днепропетровска област, Украйна.

## Население
Населението му е 48 032 жители (2011).

## История
Основан е през 1895 г., а за първи път е споменат през 1648 г.